# 女子世界冠軍 (WWE)
女子世界冠軍（英語：Women's World Championship），是隸屬於世界摔角娛樂Raw品牌的一女子冠軍項目。WWE 女子世界冠軍是世界摔角娛樂的女子冠軍之一，其它則是分別隸屬於SmackDown的WWE女子冠軍以及NXT的NXT女子冠軍。首屆冠軍是貝基·林奇，而當前的冠軍是雷亞·里普利，同時這是她的第一個冠軍任期，她於 2023 年 4 月 1 日在摔角狂熱39第 1 晚中擊敗夏洛特·弗萊爾，贏得了 SmackDown 女子冠軍頭銜。
該冠軍頭銜最初名為SmackDown 女子冠軍，於 2016 年 8 月 23 日的《SmackDown Live》節目上被公布，作為對應 Raw 品牌獨有的 WWE 女子冠軍(後更名為 Raw 女子冠軍)。
由於2023年 WWE 選秀的結果，時任 Raw 女子冠軍比安卡·貝萊爾和 SmackDown 女子冠軍雷亞·里普利互換了品牌。因此 SmackDown 女子冠軍成了 Raw 品牌的專屬，而 SmackDown 女子冠軍隨後更名為女子世界冠軍， Raw 女子冠軍賽則恢復原來的名稱 WWE 女子冠軍。

## 歷屆冠軍
在2016年的爆裂震撼，貝基·林奇在6人大戰中脫穎而出，成為首任SmackDown女子冠軍，然而12週後的桌子、梯子、椅子女子冠軍桌子戰，阿歷薩·布利斯將貝基·林奇爆桌，成為第2任的女子冠軍。
2017年的行刑室鐵籠戰，娜奧米擊敗阿歷薩·布利斯，不但成為第3任女子冠軍，同時也是她出道8年來的第一次。然而因為她的受傷，必須將好不容易贏來的腰帶拱手交出並重新決定新任冠軍。
隨後，為了在摔角狂熱上決定出新任冠軍，阿歷薩·布利斯儘管落敗的苦澀還沒完全消去，但再度擊敗貝基·林奇搶下腰帶讓她好過了不少。
不過，在含淚交出冠軍腰帶的同時，娜奧米也放話要讓拿走她腰帶的人知道她的厲害，果然在2017年摔角狂熱上的SmackDown女子冠軍6人大戰，娜奧米將阿歷薩·布利斯拖上擂台用關節技迫使對方投降，奪回屬於她的榮耀。這條腰帶在走炫彩螢光風格的她身上，也變得亮晶晶的，而全新的設計和持有者的實力相當對稱，不管是剛從Raw轉來就放話挑戰的夏洛特·福萊爾，或是魯塞夫的妻子拉娜，甚至是史上第1位公事包小姐卡梅拉，都拿不下這條腰帶。
直到殺戮戰場上，娜奧米才終於找到對手：從五重威脅賽脫穎而出的娜塔莉雅。而娜塔莉雅也毫不含糊，在夏日衝擊上以Sharpshooter讓娜奧米投降，笑納冠軍腰帶。
2021年4月10日的第37屆摔角狂熱的第一晚，碧昂卡·布萊兒成功擊敗了時任冠軍莎夏·班克斯，終結了她167天的腰帶持有日。
2021年8月21日的摔角狂熱賽事上，由於挑戰者莎夏·班克斯因不明原因無法出任比賽，官方改由貝奇林區代替出賽並成功擊敗原冠軍碧昂卡·布萊兒成為新任冠軍，也是她產後復出後第一戰。
而在2023年6月12日的Raw節目上，WWE官方為時任SmackDown女子冠軍Rhea Ripley揭幕了一條新的冠軍腰帶，隨後這個頭銜即更名為女子世界冠軍。
2024年4月15日，現任冠軍Rhea Ripley因肩傷宣布放棄冠軍頭銜，並讓出腰帶。並宣布將於下周的RAW節目中舉行女子皇家淘汰賽來決定新任冠軍人選，最後由Lynch贏得最後勝利。

## 外部連結
- SmackDown女子冠軍歷史（页面存档备份，存于）（英文）